# Paula von Rosthorn

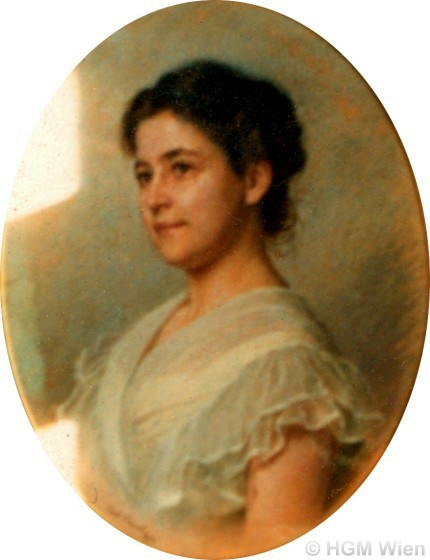
Paula von Rosthorn

Pauline Caroline Antonia „Paula“ von Rosthorn, geborene Pichler (* 2. Dezember 1873 in Wien; † 11. November 1967 ebenda) machte sich durch ihren persönlichen Einsatz während des chinesischen Boxeraufstandes 1900 und ihre späteren Veröffentlichungen über Ablauf und Hintergründe der Unruhen einen Namen.

## Herkunft
Ihre Eltern waren der Zahnarzt Johann Pichler und dessen Ehefrau Jozia Kner, eine Tochter des Zoologen Rudolf Kner. Der österreichische Zahnarzt und Kieferchirurg Johann Pichler (1877–1949) war ihr Bruder.

## Leben
Paula Pichler stammte aus der österreichischen Industriellenfamilie Rosthorn und war eine Urenkelin des Matthäus von Rosthorn des Jüngeren. Sie heiratete den Sinologen und Diplomaten Arthur von Rosthorn (* 1862; † 1945), der selbst ein Enkel des John von Rosthorn (eines Bruders des oben genannten Matthäus) war. Paula von Rosthorn stand als Diplomatengattin ihrem Mann zur Seite, der von 1895 bis 1906 als Geschäftsträger und von 1911 bis 1917 als Gesandter die österreichische Botschaft in Peking leitete.

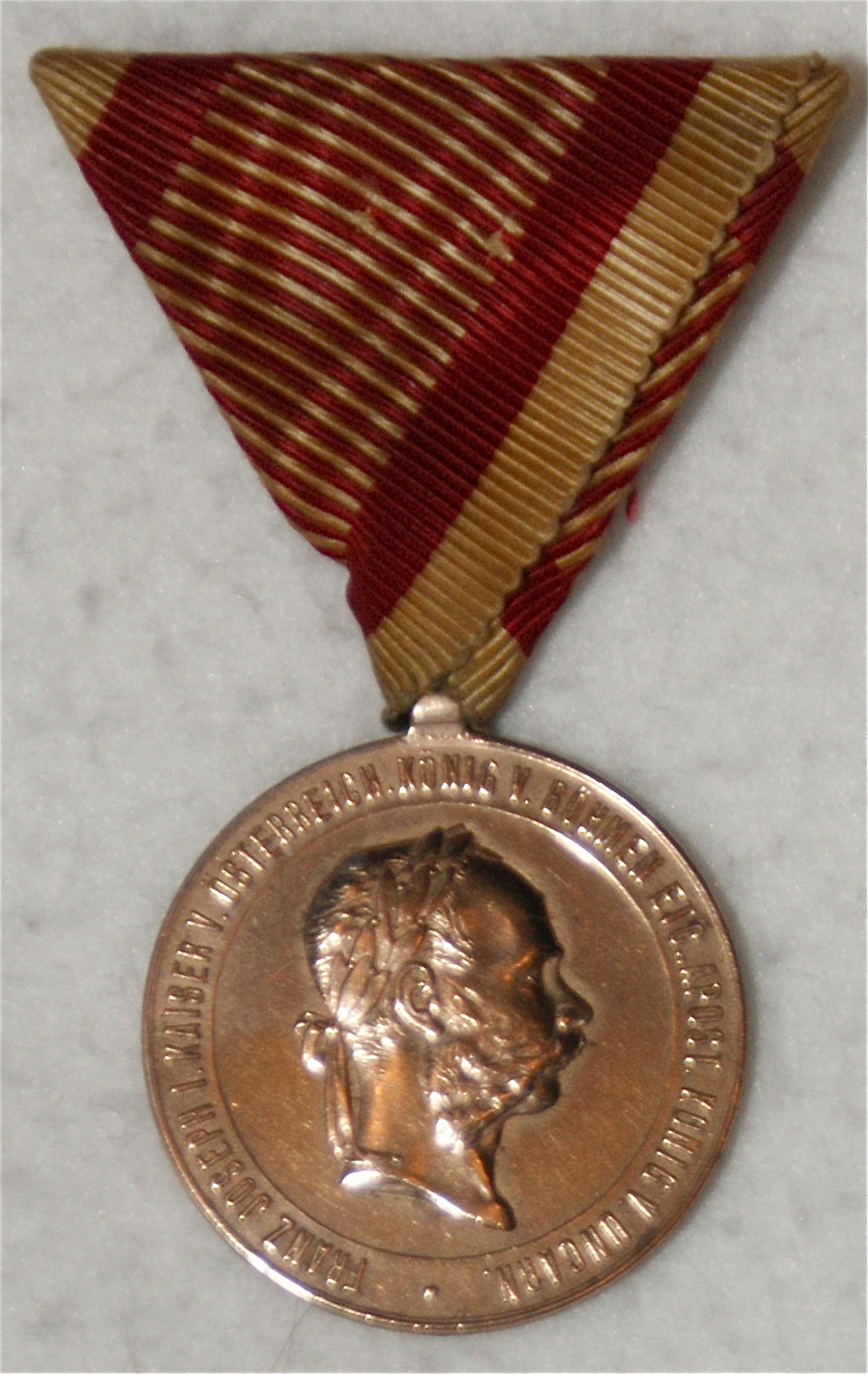
Kriegsmedaille 1873, Vorderseite (falsches Ordensband)

Sie pflegte während der Verteidigung des Gesandtschaftsviertels die Verwundeten, half beim Barrikadenbau und übernahm Postendienste an der Kampflinie. Für ihren Einsatz ernannte man sie zum Ritter der französischen Ehrenlegion, und Kaiser Franz Joseph I. verlieh ihr 1903 als Anerkennung ihrer Verdienste ehrenhalber die Kriegsmedaille 1873.